# Europarätt
Europarätt är ett rättsområde som omfattar europeisk unionsrätt (EU-rätt) och Europakonventionen om de mänskliga rättigheterna. Både EU-rätten och Europakonventionen ska tillämpas i Sverige och i svenska domstolar. 